# Министерство информации Австралии
Министерство информации Австралии было сформировано в годы Второй мировой войны в сентябре 1939 года под руководством Джона Трелоара, директор Австралийского военного мемориала, который оставался на этом посту до начала 1941 года. Это было первое из 17 новых австралийских правительственных ведомств, созданное во время войны и ответственное за цензуру и распространение государственной пропаганды. Министерство было основано в Мельбурне и находилось там на протяжении всего своего существования, хотя и были созданы подразделения в Сиднее и бюро в Нью-Йорке и Лондоне. Министерство было распущено в 1950 году с передачей его функций другим ведомствам.